# Paleologo Zaccaria
Paleologo Zaccaria (Genova, 1235 – 1314) è stato un ammiraglio italiano, Signore di Chio e di Focea e delle isole del mar Egeo dal 1307 fino alla sua morte.
Paleologo era figlio di Benedetto I Zaccaria signore di Chio e Focea; sua madre era una Palaiologina, sorella dell'imperatore Michele VIII. Il suo nome di battesimo è sconosciuto, così come quello di sua madre. Alla morte del padre, gli succedette. Alla morte di Benedetto, Tedesio Zaccaria, governatore di Focea, si alleò con la Compagnia Catalana di Gallipoli (1307) per affrontare i turchi, ma nel 1313 perse la città a favore dei bizantini e si ritirò temporaneamente a Taso dove morì e gli successe Andreolo Cattaneo (morto nel 1331).
I fratelli Benedetto II Zaccaria e Martino Zaccaria erano suoi figli (o suoi cugini, figli di Nicolino Zaccaria), quando Paleologo Zaccaria morì nel 1314 gli succedettero come co-reggenti.